# 970
| 970                |
| ------------------ |
| Dødsfald - Fødsler |
|                    |

| Gregoriansk kalender | 970 CMLXX               |
| Ab urbe condita      | 1723                    |
| Armensk kalender     | 419 ԹՎ ՆԺԹ              |
| Kinesiske kalender   | 3666 – 3667 己巳 – 庚午 |
| Etiopisk kalender    | 962 – 963               |
| Jødisk kalender      | 4730 – 4731             |
| Hindukalendere       |                         |
| - Vikram Samvat      | 1025 – 1026             |
| - Shaka Samvat       | 892 – 893               |
| - Kali Yuga          | 4071 – 4072             |
| Iransk kalender      | 348 – 349               |
| Islamisk kalender    | 359 – 360               |

Se også 970 (tal)